# Ma-Ma-Ma Belle
Ma-ma-ma belle is een lied geschreven door Jeff Lynne voor het Electric Light Orchestra. 

## Inleiding
De basistrack werd in april 1973 opgenomen in de AIR Studios in Londen. In die tijd werd de basis gelegd voor meer tracks voor het toen komende album On the third day. Van Ma-ma-ma belle werden twee basisopnamen gemaakt, waarvan de tweede uiteindelijk zou dienen voor het nummer dat op de elpee verscheen. Die basis werd gevormd door Lynne op gitaar en Richard Tandy op toetsen. Ook Marc Bolan van T. Rex speelde mee. Lynne wilde vermoedelijk proberen hoe de gitaarsound met twee gitaren zou klinken. Alles werd toen opgenomen onder werktitels als Auntie en My woman. Deze opnamen verschenen veel later als bonustracks op heruitgaven of verzamelalbums. Daarna werden de opnames in het de De Lane Lea Studios verder uitgewerkt. Lynne heeft zich nooit duidelijk uitgelaten over de betekenis van het nummer, er werd daarom over gespeculeerd: van een speciale geliefde, dan wel de verhouding pooier tot prostituee.
Ma-ma-ma belle zou op talloze verzamelalbums van ELO opgenomen worden. Jeff Lynne nam het lied ergens tussen 2001 en 2012 opnieuw op in zijn eigen Bungalow Palace Studio in Los Angeles. Hij was niet tevreden over de oorspronkelijke geluidskwaliteit van het nummer, te wijten aan gebrekkig instrumentarium en opnameapparatuur in 1973 (vergeleken met die in de 21e eeuw).

## Single
Het album On the third day werd in de winter 1973/1974 uitgebracht in Nederland en in Engeland via Warner Bros. De single volgde in maart 1974 op hetzelfde platenlabel (catalogusnummer K16349) met als B-kant Oh no not Susan. Het zou de enige single zijn die het album zou voortbrengen. In het Verenigd Koninkrijk had het gematigd succes met acht weken notering en hoogste plaats nummer 22. In Nederland en België haalde het nummer de hitparades niet, en ook niet in andere Europese landen. In Nederland haalde het nummer slechts een notering in de tipparade.
De B-kant zorgde voor enige ophef. De BBC liet nog weleens Oh no not Susan horen. Het nummer ging over een socialite die zich verveelt in rijkdom. In het refrein was het woord "fucking" te horen ("they just don’t mean a fucking thing"), wat voor de BBC toen vaak een reden was om een plaat niet te draaien. Drummer Bev Bevan zei later dat, omdat de band er geen nadruk op legde, niemand het F-woord had opgemerkt, waardoor er voor het nummer geen draaiverbod kwam.
In de Verenigde Staten kwam Ma-ma-ma belle op plaats 89 in de Billboard Hot 100. Die notering was echter weggelegd voor de B-kant van de Amerikaanse versie van de single, het instrumentale Daybreaker, dat in de VS populairder bleek dan Ma-ma-ma belle.